# أثر جائحة فيروس كورونا على حقوق الإنسان

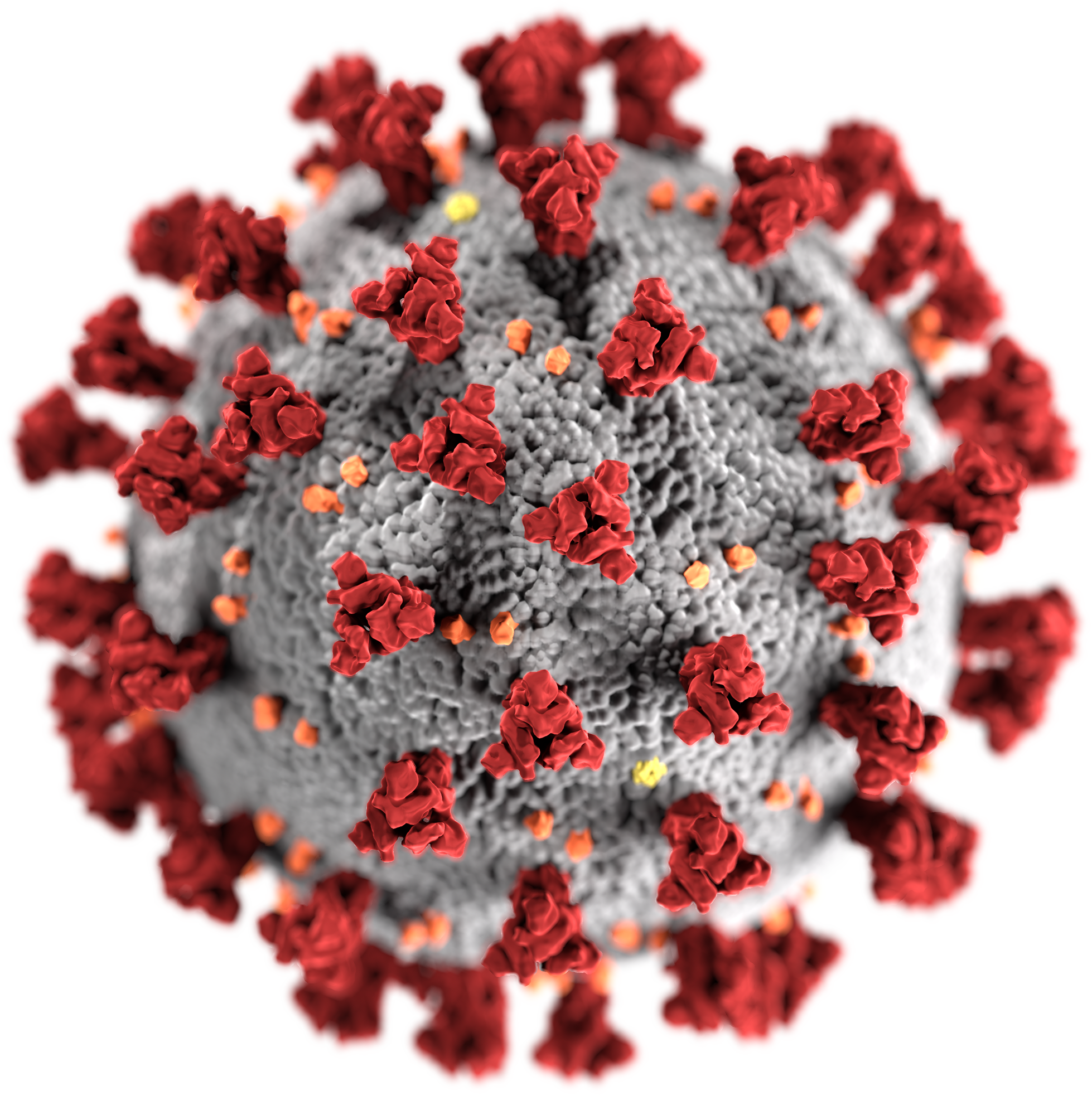

خلال جائحة فيروس كورونا 2019–20 أُبلغ عن انتهاكات حُقوق الإنسان بما في ذلك الرقابة والتمييز والاعتقال التعسفي وكراهية الأجانب من أنحاء مختلفة من العالم. وردت منظمة العفو الدولية  بأن «انتهاكات حقوق الإنسان تعوّق، بدلًا من أن تيسر، الاستجابة لحالات الطوارئ الصحية العامة وتقوض كفاءتها».

## الرقابة المُبكِّرة

### الصين
فرضت حكومة الصين رقابةً مُبكِّرةً لقمع المعلومات حول الفيروس، والأخطار التي تشكلها على الصحة العامة. ووجهت انتقادات إلى السماح للوباء بالانتشار لأسابيع قبل بذل جُهود لاحتواء الفيروس. اعتُقل لي وين ليانغ، الطبيب الصِّيني الذي نبّه زُملائه بشأن الفيروسات التاجية والرقابة بسبب «نشر شائعات كاذبة».واستسلم للعدوى وتوفي فيما بعد. ورفضت محكمة الشعب العُليا في الصين انتشار الفيروس باعتباره «إشاعة». وانتقدت مُنظمة العفو الدولية أن ضغط الصين العُدواني على منظمة الصحة العالمية تضمن الحد من شدة تفشي المرض.

### بولندا
وقد أُطلقت إحدى القابلات المتمرسين التي تعمل أثناء انتشار الوباء في مستشفى بولندي بعد أن نشرت تقريراً على موقع فيسبوك في 18 آذار/مارس عن أوضاع العاملين الطبيين والمستشفى فيما يتعلق بهذا الوباء. وقد وردت بعد ذلك تقارير تفيد بأن الأطباء ممنوعون من تقديم المعلومات إلى وسائل الاعلام.وفي 25 آذار/مارس 2020، أبلغ أمين المظالم البولندي آدم بودنار وزير الصحة بأن حرية الكلام لموظفي الطب وحق الجمهور في المعرفة مكفولة بموجب المادة 2، 54 و 61 من الدستور البولندي، وأن إطلاق النار على الأطباء أو معاقبتهم على إبلاغ الجمهور أثناء انتشار الوباء قد يشكل انتهاكا «للمعايير الإلزامية». وفي 26 آذار/مارس، نشر وزير الدولة البولندي في وزارة الصحة، جوزفا ززززوك - جيلازكو، بيانا مكتوبا يمنع الخبراء الاستشاريين الطبيين الفويوفودسيفين من الادلاء ببيانات تتعلق بالفيروس التاجي ما لم يتشاروا مع وزارة الصحة أو جيولوني انسبيكتورا سانيتارني [pl] (GIS، الوكالة الوطنية للصحة). مجموعة أطباء، بوروزومينيو شيرورجوف سكالبل، وصفت الأمر بأنه ابتزاز وقالت إنه خطر وقوع كارثة.

### تركيا
واحتجزت وكالات إنفاذ القانون 19 من مستخدمي وسائل الإعلام الاجتماعية الذين كانت مواقعهم متهمة «لا أساس لها من الصحة والاستفزازية»، مما أثار الذعر والخوف على حد قول المسؤولين. واعتبرت بعض الصحف هذه الأعمال رقابة. وحتى 6 أبريل/نيسان، أُعتقل ما لا يقل عن سبعة صحفيين، كانوا يكتبون لوسائل الإعلام المحلية، بسبب تغطيتهم للجائحة، وغرمت هيئة مراقبة وسائل الإعلام الحكومية ثلاث قنوات على الأقل لتغطيتها للفاشية، بما في ذلك قناة هابرتورك الشائعة، والذي عوقبت بعد أن صرح خبيرها الطبي أن انخفاض مستوى الاختبار وارتفاع معدل انتقال الفيروس يعني وجود العديد من الحالات التي لم تشخص، وهو ما يتجاوز بشكل كبير أرقام الحالات المؤكدة للحكومة.

### تركمانستان
وقد حظرت حكومة تركمانستان كلمة «فيروس كورونا» على وسائل الإعلام.

### الشبكات الاجتماعية
وطبقت شبكات اجتماعية مختلفة اجراءات لمكافحة البريد المزعج لنشر محتوى عن SARS-CoV-2 والجائحة. ويزعم أن الفيسبوك قام بمراقبة محتوى إعلامي حول الفيروس. وحسب المستخدمين، فإن منشورات عن الفيروس التاجي من مصادر إعلامية موثوقة قد تم منعها وإخفاؤها عن مستخدمين آخرين. وقد ادعى فيسبوك أن الخطأ كان مسؤولاً عن ذلك، ولكن المؤامرات تدور حول أن هذا تم عمدًا لقمع المعلومات. قام يوتيوب بتشويه العديد من مقاطع الفيديو التي استخدمت مصطلح "Corona" فيها. وقد ورد ذكر عملية تشويه في إطار قواعد المحتوى الحساس.

## الحق في الصحة
في الصين، كان لا بُد من إبعاد المرضى عن المُستشفيات بعد ساعاتٍ من الطابور بسبب ارتفاع عدد المرضى. أُبلغ عن نقصٍ في اختبار وأدوات المعالجة. بسبب الحجم الكبير لتدفُق المرضى في إيطاليا، اضطرّ الأطباء إلى اتخاذ قرار بشأن ما إذا كان يجب علاج كبار السن، أم لا، وتركهم يموتون. تداولت صُورة مُمرِّضةٍ تنهار بسبب عبء العمل الضّخم في مُستشفى إيطالي على نطاقٍ واسعٍ كرمزًا للنظام المُثقل.
كان الوضع الطبي في ليبيا يزداد سوءًا وسط الحرب المستمرة، حيث تعرضت المستشفيات للهجوم باستمرار. في أبريل 2020، أكد منسق الأمم المتحدة للشؤون الإنسانية في ليبيا، يعقوب الحلو، أن 27 مرفقًا صحيًا قد تضرر وأغلق 14 في خمسة أسابيع. في 6 أبريل، شنت قوات خليفة حفتر المدعومة من الإمارات هجوم صاروخي غراد على مستشفى الخضراء العام وألحقت أضراراً بالمنشأة التي تتسع لـ 400 سرير، حيث يعالج 300 مريض، من بينهم اثنان من مرضى كوفيد-19. وقد أدان يعقوب الحلو الهجوم باعتباره انتهاكًا للقانون الإنساني الدولي.

## التمييز وكره الأجانب
كَانت هُناك تقارير عن زيادة العُنصُريَّة ضد الشُعوب الآسيوية، ولا سيما من الصّينيين في أوروبا والأمريكتين. أصْدرت لجنة الطوارئ التابعة لمنظمة الصحة العالمية بيانًا نصحت فيه جميع الدول بأن تضعَ في اعتبارها «مبادئ المادة 3 من اللوائح الصحية الدولية»، وحذَّرت من «الإجراءات التي تُعزِّز الوصم أو التّمييز»، عند إجراء تدابير الاستجابة الوطنية لتفشي المرض.
وقد التقط مصور من موظفي صحيفة واشنطن بوست صورة لملاحظات الرئيس الأمريكي دونالد ترامب التي عبر فيها كلمة «الفيروس التاجي» واستبدلها بعبارة «الفيروس الصيني».
وأشار ترامب إلى الفيروس التاجي في خطبه وسط احتجاجات متنامية من العنصرية من مختلف الجهات. غير أنه ذكر أنه لا يعتقد أن تصريحاته عنصرية لأن الفيروس نشأ هناك، كما ذكر أنه كان ينوي التصدي للدعاية الصينية التي زعمت أن الجنود الأميركيين أحضروا الفيروس إلى الصين في الأصل.
وقد شهدت الهند حالات عديدة من الأشخاص في الجزء الشمالي الشرقي يطلق عليهم «الفيروس التاجي» بسبب أوجه التشابه العرقي بين هؤلاء الأشخاص وشعب الصين، البلد الذي نشأ فيه الوباء. ما زال الناس من هذه المناطق يواجهون هذه المشاكل القائمة للعنصرية. وأدلى كيرن ريجيجو، وزير الدولة لشؤون الأقليات في الحكومة الهندية، ببيان ضد تزايد حالات التعليقات العنصرية ضد شعب شمال شرق الهند.
وفي 1 أيار/مايو 2020، حشدت السلطات الماليزية واحتجزت ما يقرب من 586 مهاجراً غير موثق في غارة جرت في كوالالمبور. ومن بين المهاجرين المحتجزين أطفال صغار، فضلا عن لاجئي الروهينجا من ميانمار، وسط تزايد كره الأجانب. وقد أدانت الأمم المتحدة هذا التحرك، الذي حث ماليزيا على تجنب مثل هذه الاعتقالات وإطلاق سراح الأطفال، محذرا من أن مراكز الاحتجاز المكتظة بالسكان ستكون عرضة للخطر الشديد أثناء وباء فيروس التاجي.

## قمع المعلومات
أفادت مُنظمة العفو الدولية أن الحُكومة الصّينية فرضت رقابة على العديد من المقالات المُتعلقة بجائحة فيروس كورونا في الصين. انتقد نيكولاس بيكلين، المدير الإقليمي لمنظمة العفو الدولية «أنَّ السُلطات الصّينية تُخاطِر بحجب المعلومات التي يُمكن أن تساعد المُجتمع الطبي على معالجة الفيروس ومُساعدة الناس على حماية أنفسهم من التعرض له.»

## المُضايقة والترهيب
تعرض النشطاء الذين يتبادلون المعلومات حول وضع جائحة الفيروس التاجي في الصين للترهيب والمضايقة. في الولايات المتحدة، طلبت وزارة العدل بهدوء من الكونغرس القدرة على مطالبة كبار القضاة باحتجاز الأشخاص إلى أجل غير مسمى دون محاكمة أثناء حالات الطوارئ - وهو جزء من محاولة السلطات الجديدة التي تأتي مع انتشار فيروس كورونا الجديد في جميع أنحاء الولايات المتحدة.
في 15 مايو، حذرت المفوضة السامية للأمم المتحدة لحقوق الإنسانميشال باشليت من أن بعض الحكومات قد استغلت سلطات الطوارئ وحالات الإغلاق المفروضة وسط وباء فيروس كورونا. كانت هذه الحكومات، مستغلة الوضع، تحاول إسكات المعارضين وكبح جماح الخصوم السياسيين والمدافعين عن حقوق الإنسان والصحفيين. وذكرت أيضًا أن الاستجابة للأزمة يجب أن تكون «مدفوعة بوقائع علمية»، بدلاً من السياسة أو الاقتصاد.
يتعرضُ النُشطاء الذين يتبادلون المعلومات حول وضع وباء الفيروس في الصين للترهيب والمُضايقة.
في أزمة الرعاية الصحية لسنة 2020 إن موظفي الرعاية الصحية في الخط الأمامي في مصر الذين عبروا عن مخاوفهم بشأن السلامة أو انتقدوا الاستجابة الحكومية لجائحة كوفيد 19 قد تعرضوا للتهديدات والمضايقات والتخويف والإجراءات الإدارية العقابية. تم اعتقال العديد منهم تعسفيًا واحتجازهم بتهم غامضة مثل «إشاعة أنباء كاذبة» و«الإرهاب».

## مُراقبة الحُدود والحجر الصحي غير المُتناسب
أرسلت الحُكومة الأُسترالية المئات من الأستراليين إلى مركز احتجاز المُهاجرين في جزيرة كريسماس. حيثُ وصفت الجمعية الطبية الأسترالية الظُروف بأنها «غير إنسانية».

## حق الخصوصية
تقوم الحكومات في العديد من البلدان بإجراء مراقبة شاملة من أجل تتبع انتشار المرض وناقله عن طريق الاتصال. في الصين، قامت الحكومة بتركيب كاميرات مراقبة تلفزيونية على أبواب مغلقة للأفراد المعزولين لضمان عدم مغادرتهم. أُجبر بعض المقيمين في هونغ كونغ على ارتداء سوار المعصم المرتبط بتطبيق الهاتف الذكي لتنبيه السلطات في حالة قيام الشخص بكسر الحجر الصحي. في بعض أجزاء الهند، ختم الركاب بحبر لا يمحى على أيديهم تاريخ نهاية الحجر الصحي.
في 13 مايو 2020، أفادت هيومن رايتس ووتش أن تطبيقات تتبع مواقع الهاتف المحمول التي تستخدمها الحكومات في جميع أنحاء العالم لمواجهة أزمة كوفيد-19، تشكل خطرًا على حقوق الإنسان. وزعمت المجموعة الحقوقية أن فائدة مثل هذه البرامج لا تزال موضع تساؤل، ومع سهولة الوصول إلى الموقع الجغرافي الجغرافي للمستخدم ومعلومات التقارب، فإن المراقبة غير المتناسبة يمكن أن تهدد خصوصيته الشخصية.
في 18 مايو 2020، كتبت اللجنة الاسكتلندية لحقوق الإنسان رسالة إلى لجنة العدل في هوليرود تسلط الضوء على الظروف الخطيرة داخل سجون اسكتلندا خلال الوباء. وقالت اللجنة في رسالتها إن الوضع الحالي يمكن أن يؤدي إلى معاملة غير إنسانية للسجناء، وهو ما يشكل انتهاكاً للمادة 3 من الاتفاقية الأوروبية لحقوق الإنسان. "من المرجح أن يكون الأشخاص في السجن أكثر عرضة لمخاطر وآثار كوفيد-19. ظروف الاحتجاز المغلقة تجعل الابتعاد الاجتماعي مستحيلًا تقريبًا؛ يعيش العديد من السجناء حاليًا معًا في زنزانات مخصصة لشخص واحد؛ وقالت جوديث روبرتسون، رئيسة اللجنة: «إن السجناء يقضون وقتًا أطول في زنازينهم دون إمكانية تلقي زيارة من أسرهم».

## الانتهاكات في السجون
في 10 أبريل 2020، كشفت لقطات مشتركة أجرتها منظمة العفو الدولية أن المحتجزين في أحد السجون الكمبودية يعيشون في «ظروف غير إنسانية». مع وجود 25 سجينًا على الأقل ملقى على أرضية زنزانة واحدة صغيرة، يُزعم أن السجن مكتظ للغاية وينتهك متطلبات الإبعاد البدني. وقد تم تسميتها «قنبلة موقوتة، خاصة خلال تفشي الفيروس التاجي».
أدت إجراءات الحجر الصحي وسط جائحة الفيروس التاجي إلى قطع الأوضاع في مراكز الاحتجاز غير الصحية والمزدحمة في أمريكا اللاتينية. أدى عدم توفر الطعام، الذي يقدمه عادة أقارب السجناء إلى ظهور مجموعة جديدة من الاضطرابات في سجن فنزويلي داخل مركز سجن لوس لانوس في غواناري. وقد أدى اندلاع أعمال شغب داخل السجن إلى مقتل ما لا يقل عن 46 سجينًا وإصابة أكثر من 70 آخرين، بما في ذلك ضابط الحرس الوطني والسجان. ودعت جماعات حقوق الإنسان، بما في ذلك منظمة العفو الدولية، إلى التحقيق في الرد المميت للسلطات وتحليله.

## وصم
أفاد الناس أنهم يعانون من وصمة العار الاجتماعية بعد التعافي من المرض. كما أفاد بعض العاملين في مجال الرعاية الصحية الذين يقومون برعاية الأفراد المصابين بـ كوفيد-19 أنهم يعانون من مشاكل نفسية بسبب الخوف من الوصم من قبل أسرهم ومجتمعهم.